# Данилко Роман Ярославович
Роман Ярославович Данилко (нар. 13 червня 1972, Перегінське, Івано-Франківська область) — український футболіст, який грав на позиції півзахисника. Відомий за виступами у складі команди вищої української ліги «Прикарпаття» з Івано-Франківська.

## Клубна кар'єра
Роман Данилко розпочав виступи у командах майстрів у 1990 році у вірменській команді другої нижчої ліги СРСР «Паяцоягорц». У 1992 році футболіст грав у складі команди першої української ліги «Поділля» з Хмельницького, за яку зіграв 3 матчі. З 1993 року Данилко грав у складі аматорської команди «Лімниця» з Перегінського. На початку 1995 року Роман Данилко став гравцем команди третьої ліги «Хутровик» з Тисмениці, а з початку наступного чемпіонату грав у складі тисменицької команди вже в другій лізі. У 1996 році на правах гравця фарм-клубу Данилко зіграв 1 матч у вищій українській лізі «Прикарпаття» з Івано-Франківська. У другій половині 1997 року футболіст грав у команді другої ліги «Калуш», після чого у професійних клубах не грав.